# North American Soccer League 2011
Die 1. North American Soccer League Saison begann am 9. April 2011 mit dem Start der Regular Season und endete am 29. Oktober mit dem Rückspiel des Finales der Play-offs. Als erster Sieger gingen die Minnesota Stars hervor, welcher sich im Finale gegen die Fort Lauderdale Strikers durchsetzen konnte.
Anfang 2011 wurde die Erlaubnis durch die USSF als zweite Liga des Landes auftreten zu können entzogen. Gründe hierfür waren finanzielle Instabilität der Liga. Am 12. Februar wurde die Erlaubnis auf vorläufiger Basis wieder erteilt.

## Wettbewerbsformat
Die erste Saison startet mit acht Mannschaften. Diese spielen erst die Regular Season aus, welche eine Einheitstabellenstruktur hat. Insgesamt bestreitet jede Mannschaft 28 Spiele, die in Heim- und Auswärtsspielen aufgeteilt sind. Eine Mannschaft trifft dabei viermal auf die jeweils andere Mannschaft. Der Sieger der Regular Season erhält den Woosnam Cup.
Die besten sechs Mannschaften qualifizieren sich für Play-offs, wobei sich die besten zwei Mannschaften direkt für das Halbfinale qualifizieren. Die übrigen vier spielen die zwei weiteren Halbfinalisten aus. Das Halbfinale und Finale wird in zwei Spielen ausgetragen.

## Mannschaften
| Mannschaft               | Stadt                           | Stadion                     | Gegründet | Eintritt | Trainer             |
| ------------------------ | ------------------------------- | --------------------------- | --------- | -------- | ------------------- |
| Atlanta Silverbacks      | Chamblee, Georgia               | Atlanta Silverbacks Park    | 1998      | 2011     | José Manuel Abundis |
| Carolina RailHawks       | Cary, North Carolina            | WakeMed Soccer Park         | 2006      | 2011     | Martin Rennie       |
| FC Edmonton              | Edmonton, Alberta               | Foote Field                 | 2009      | 2011     | Harry Sinkgraven    |
| Fort Lauderdale Strikers | Fort Lauderdale, Florida        | Lockhart Stadium            | 2005      | 2011     | Daryl Shore         |
| Minnesota Stars          | Blaine, Minnesota (Twin Cities) | National Sports Center      | 2009      | 2011     | Manny Lagos         |
| Montreal Impact          | Montreal, Québec                | Stade Saputo                | 1993      | 2011     | Nick De Santis      |
| Puerto Rico Islanders FC | Bayamón, Puerto Rico            | Estadio Juan Ramón Loubriel | 2003      | 2011     | Colin Clarke        |
| Tampa Bay Rowdies        | Saint Petersburg, Florida       | Progress Energy Park        | 2008      | 2011     | Ricky Hill          |

## Regular Season
| Pl. | Verein                   | Sp. | S  | U  | N  | Tore    | Diff. | Punkte |
| --- | ------------------------ | --- | -- | -- | -- | ------- | ----- | ------ |
| 1.  | Carolina RailHawks       | 28  | 17 | 3  | 8  | 050:260 | +24   | 54     |
| 2.  | Puerto Rico Islanders    | 28  | 15 | 7  | 6  | 041:320 | +9    | 52     |
| 3.  | Tampa Bay Rowdies        | 28  | 11 | 8  | 9  | 041:360 | +5    | 41     |
| 4.  | Fort Lauderdale Strikers | 28  | 9  | 11 | 8  | 035:360 | −1    | 38     |
| 5.  | FC Edmonton              | 28  | 10 | 6  | 12 | 035:400 | −5    | 36     |
| 6.  | Minnesota Stars          | 28  | 9  | 9  | 10 | 030:320 | −2    | 36     |
| 7.  | Montreal Impact          | 28  | 9  | 8  | 11 | 035:270 | +8    | 35     |
| 8.  | Atlanta Silverbacks      | 28  | 4  | 4  | 20 | 025:630 | −38   | 16     |

## Playoffs
|  | Viertelfinale | Viertelfinale            | Viertelfinale            | Viertelfinale | Viertelfinale |   |                       | Halbfinale      | Halbfinale | Halbfinale | Halbfinale | Halbfinale |  |  | Finale | Finale | Finale | Finale | Finale |
|  |               |                          |                          |               |               |   |                       |                 |            |            |            |            |  |  |        |        |        |        |        |
|  | 4             | Fort Lauderdale Strikers | 5                        | –             | 5             |   |                       |                 |            |            |            |            |  |  |        |        |        |        |        |
|  | 5             | FC Edmonton              | 0                        | –             | 0             |   |                       |                 |            |            |            |            |  |  |        |        |        |        |        |
|  | 5             | FC Edmonton              | 0                        | –             | 0             | 2 | Puerto Rico Islanders | 1               | 1          | 2          |            |            |  |  |        |        |        |        |        |
|  |               |                          |                          |               |               | 2 | Puerto Rico Islanders | 1               | 1          | 2          |            |            |  |  |        |        |        |        |        |
|  |               | 4                        | Fort Lauderdale Strikers | 3             | 2             | 5 |                       |                 |            |            |            |            |  |  |        |        |        |        |        |
|  |               | 4                        | Fort Lauderdale Strikers | 3             | 2             | 5 |                       |                 |            |            |            |            |  |  |        |        |        |        |        |
|  |               |                          |                          |               |               |   |                       |                 |            |            |            |            |  |  |        |        |        |        |        |
|  |               |                          |                          |               |               |   |                       |                 |            |            |            |            |  |  |        |        |        |        |        |
|  |               |                          |                          |               |               |   | 6                     | Minnesota Stars | 3          | 0          | 3          |            |  |  |        |        |        |        |        |
|  |               | 4                        | Fort Lauderdale Strikers | 1             | 0             | 1 |                       |                 |            |            |            |            |  |  |        |        |        |        |        |
|  | 3             | Tampa Bay Rowdies        | 0                        | –             | 0             |   |                       |                 |            |            |            |            |  |  |        |        |        |        |        |
|  | 6             | Minnesota Stars          | 1                        | –             | 1             |   |                       |                 |            |            |            |            |  |  |        |        |        |        |        |
|  | 6             | Minnesota Stars          | 1                        | –             | 1             | 6 | Minnesota Stars       | 1               | 3          | 41         |            |            |  |  |        |        |        |        |        |
|  |               |                          |                          |               |               | 6 | Minnesota Stars       | 1               | 3          | 41         |            |            |  |  |        |        |        |        |        |
|  |               | 1                        | Carolina RailHawks       | 0             | 4             | 4 |                       |                 |            |            |            |            |  |  |        |        |        |        |        |
|  |               | 1                        | Carolina RailHawks       | 0             | 4             | 4 |                       |                 |            |            |            |            |  |  |        |        |        |        |        |
|  |               |                          |                          |               |               |   |                       |                 |            |            |            |            |  |  |        |        |        |        |        |
|  |               |                          |                          |               |               |   |                       |                 |            |            |            |            |  |  |        |        |        |        |        |

1 Minnesota Stars gewinnen 5:3 im Elfmeterschießen gegen Carolina RailHawks.

## Torschützenliste
| Platz | Spieler          | Franchise                | Tore |
| ----- | ---------------- | ------------------------ | ---- |
| 1     | Etienne Barbara  | Carolina RailHawks       | 20   |
| 2     | Pablo Campos     | Carolina RailHawks       | 11   |
| 2     | Mike Ambersley   | Tampa Bay Rowdies        | 11   |
| 2     | Jonathan Faña    | Puerto Rico Islanders FC | 11   |
| 5     | Shaun Saiko      | FC Edmonton              | 9    |
| 5     | Aaron King       | Tampa Bay Rowdies        | 9    |
| 7     | Matt Horth       | Atlanta Silverbacks      | 8    |
| 8     | David Foley      | Puerto Rico Islanders FC | 7    |
| 8     | Kyle Porter      | FC Edmonton              | 7    |
| 8     | Nicholas Addlery | Puerto Rico Islanders FC | 7    |

Quelle: North American Soccer League